# Grammy Award du meilleur album de musique mexicaine
Le Grammy Award du meilleur album de musique mexicaine (Best Música Mexicana Album (Including Tejano)) est une récompense décernée lors des cérémonies annuelles des Grammy Awards décernée à l'album de musique mexicaine de l'année.

## Lauréats
| Année | Artiste(s) | Album               |
| ----- | ---------- | ------------------- |
| 2024  | Peso Pluma | GÉNESIS             |
| 2025  | Carín León | Boca Chueca, Vol. 1 |